# Формула Шарвина
Формула Шарвина — математическое выражение для сопротивления баллистического контакта в форме отверстия малого диаметра {\displaystyle d\ll l} в непрозрачной для электронов перегородке, где {\displaystyle l} — минимальная (относительно упругих или неупругих соударений) длина свободного пробега. Формула впервые была получена Юрием Васильевичем Шарвиным в 1965 году.

## Качественное пояснение
Электрический контакт называют баллистическим, если его размеры существенно меньше длины свободного пробега {\displaystyle l}. Простейшей моделью такого контакта является модель круглого отверстия диаметром {\displaystyle d}, намного меньшим длины {\displaystyle l}, в бесконечно тонкой диэлектрической перегородке между двумя массивными металлами (берегами контакта), к которым приложена разность потенциалов V. Электроны, попавшие в отверстие, свободно проходят через него и создают электрический ток. Электроны, столкнувшиеся с перегородкой, отражаются назад в тот же берег и не участвуют в процессе проводимости. Шарвин заметил, что баллистическое сопротивление {\displaystyle R_{Sh}} такого контакта определяется областью металла с характерным объёмом {\displaystyle d^{2}l} и по порядку величины совпадает с сопротивлением цилиндра диаметром {\displaystyle d} и длиной l:

| {\displaystyle R_{Sh}^{-1}\sim \sigma {\frac {{d}^{2}}{l}}\sim {\frac {n{{e}^{2}}l}{{p}_{F}}}{\frac {{d}^{2}}{l}}={\frac {n{{e}^{2}}{{d}^{2}}}{{p}_{F}}},} | \| \| \| \| \| \| \| \| | (Ур. 1) |
| |                         |         |
| |                         |         |
где {\displaystyle \sigma ={\frac {n{{e}^{2}}l}{{p}_{F}}}} — удельная электропроводность металла, n — плотность носителей заряда в металле, e — заряд электрона, {\displaystyle p_{F}} — Ферми-импульс. Формулу 1 часто называют сопротивлением Шарвина. Сопротивление (ур. 1) не зависит от длины свободного пробега и определяется только характеристиками электронного спектра и геометрией контакта.

## Теория
Сопротивление Шарвина для произвольного закона дисперсии электронов в металле может быть вычислено с помощью решения кинетического уравнения Больцмана для квазиклассической функции распределения с граничным условием её равновесности вдали от контакта. В баллистическом пределе уравнение не содержит интегралов столкновений электронов с примесями, фононами и др. Результат вычислений в пределе малых напряжений (приближение закона Ома) имеет следующий вид:

| {\displaystyle {{R}_{Sh}^{-1}}={\frac {{{e}^{2}}{{S}_{c}}{{S}_{F}}}{{\left(2\pi \hbar \right)}^{3}}}\left\langle {\frac {{v}_{\parallel }}{v}}\right\rangle ,} | \| \| \| \| \| \| \| \| | (Ур. 1) |
| |                         |         |
| |                         |         |
где {\displaystyle S_{c}} — площадь контакта произвольной формы, {\displaystyle S_{F}} — площадь поверхности Ферми, {\displaystyle v_{\parallel }}и {\displaystyle v} — параллельная оси контакта составляющая скорости электрона и её абсолютное значение, угловые скобки {\displaystyle <...>} означают усреднение по части поверхности Ферми, на которой {\displaystyle v_{\parallel }>0}. Для круглого отверстия и сферической поверхности Ферми формула (ур. 1) приводит к результату:

| {\displaystyle R_{Sh}^{-1}={\frac {3\pi }{16}}{\frac {n{{e}^{2}}{{d}^{2}}}{{p}_{F}}}\,,} | \| \| \| \| \| \| \| \| | (Ур. 2) |
|                                                                                          |                         |         |
|                                                                                          |                         |         |
отличающемуся от результата (ур. 1), полученного с помощью простейших качественных соображений, лишь постоянным числовым коэффициентом.

## Применение
Баллистические контакты, сопротивление которых описывается формулой Шарвина, являются важным инструментом физических исследований. Исследование вольт-амперных характеристик микроконтактов и их производных положено в основу микроконтактной спектроскопии взаимодействия электронов с бозонными возбуждениями проводника. Она используется при расчете проводящих характеристик гранулированных проводников, в которых контакты между отдельными гранулами во многих случаях хорошо описываются формулой Шарвина. С помощью формулы Шарвина может быть рассчитан критический ток джозефсоновских слабых связей в виде микромостиков между двумя сверхпроводниками.